# Rapha Condor/Saison 2012
Dieser Artikel listet Erfolge und Fahrer des Radsportteams Rapha Condor in der Saison 2012 auf.

## Erfolge in der UCI Europe Tour
In den Rennen der Saison 2012 der UCI Europe Tour gelangen die nachstehenden Erfolge.
| Datum      | Rennen                                        | Kat. | Fahrer          |
| ---------- | --------------------------------------------- | ---- | --------------- |
| 24. Juni   | Britische Meisterschaft – Straßenrennen (U23) | CN   | Michael Cuming  |
| 11. August | 5. Etappe Vuelta Ciclista a León              | 2.2  | Richard Handley |

## Platzierung in UCI-Ranglisten
| UCI Continental Circuit | Platz |
| ----------------------- | ----- |
| UCI Asia Tour 2012      | 6     |
| UCI Europe Tour 2012    | 40    |

## Zugänge – Abgänge
| Zugänge              | Team 2011                   | Abgänge                | Team 2012           |
| -------------------- | --------------------------- | ---------------------- | ------------------- |
| Christopher Jennings | Burgos 2016-Castilla y León | Zakkari Dempster       | Endura Racing       |
| Richard Lang         | Team Jayco-AIS              | Jonathan Tiernan-Locke | Endura Racing       |
| Richard Handley      | Team Raleigh                | Dean Windsor           | Endura Racing       |
| Ben Grenda           | Rock Werchter-Mechelen      | Dan Craven             | Team IG-Sigma Sport |
| Michael Cuming       | Team Raleigh (2010)         | Graham Briggs          | Team Raleigh-GAC    |
| Felix English        | Neoprofi                    | Ben Greenwood          | Vanilla Bikes       |
| Luke Grivell-Mellor  | Neoprofi                    | Tom Southam            | Karriereende        |
| Tim Kennaugh         | Neoprofi                    | Casey Munro            | Unbekannt           |
| Oliver Rossi         | Neoprofi                    |                        |                     |

## Mannschaft
| Name                 | Geburtstag        | Nationalität           |
| -------------------- | ----------------- | ---------------------- |
| Ed Clancy            | 12. März 1985     | Vereinigtes Königreich |
| Michael Cuming       | 18. Dezember 1990 | Vereinigtes Königreich |
| Dean Downing         | 24. Januar 1975   | Vereinigtes Königreich |
| Felix English        | 11. Oktober 1992  | Irland                 |
| Ben Grenda           | 6. April 1990     | Australien             |
| Luke Grivell-Mellor  | 9. Februar 1993   | Vereinigtes Königreich |
| Richard Handley      | 1. September 1990 | Vereinigtes Königreich |
| Kristian House       | 6. Oktober 1979   | Vereinigtes Königreich |
| Christopher Jennings | 5. Mai 1991       | Südafrika              |
| Tim Kennaugh         | 28. November 1991 | Vereinigtes Königreich |
| Richard Lang         | 23. Februar 1989  | Australien             |
| James McCallum       | 27. April 1979    | Vereinigtes Königreich |
| Oliver Rossi         | 11. Januar 1993   | Vereinigtes Königreich |
| Andrew Tennant       | 9. März 1987      | Vereinigtes Königreich |